# ГЕС Карапіро
ГЕС Карапіро – гідроелектростанція на Північному острові Нової Зеландії. Знаходячись після ГЕС Арапуні, становить нижній ступінь каскаду на річці Ваїкато, яка тече з центрального Вулканічного плато Північного острова у північно-західному напрямку та впадає до Тасманового моря за чотири десятки кілометрів від Окленду. 
В межах проекту річку перекрили бетонною арковою греблею висотою 52 метри, довжиною 335 метрів та товщиною від 2,4 (по гребеню) до 15,2 (по основі) метрів. Вона утримує резервуар з площею поверхні 7,7 км2 та об’ємом 88 млн м3, в якому припустиме коливання рівня поверхні між позначками 50,6 та 53,5 метра НРМ. 
Пригреблевий машинний зал обладнали трьома турбінами типу Каплан потужністю по 30 МВт, які при напорі у 30 метрів забезпечують виробництво 525 млн кВт-год електроенергії на рік.
Видача продукції відбувається по ЛЕП, розрахованій на роботу під напругою 110 кВ.

## Станція Хорахора
Можливо відзначити, що в цьому ж місці у 1914 році гірничодобувна компанія Waihi Gold Mining запустила в експлуатацію ГЕС Хорахора, обладнану спершу шістьома турбінами типу Френсіс потужністю по 1,05 МВт виробництва шведської компанії Boving (генератори постачило відділення компанії Siemens із британського Стаффорду – Siemens Brothers). Вода постачалась по підвідному каналу довжиною 0,4 км, який забезпечував використання напору у 9 метрів.
В 1924-му почали розширення каналу та машинного залу і за два роки додали ще дві турбіни потужністю по 2 МВт.
У 1947 році ГЕС Хорахора пішла під воду нового сховища Карапіро.